# Гамильтон, Антуан
Антуан Гамильтон (правильнее д’Амильтон; фр. Antoine, comte d’Hamilton, 1646 год — 21 апреля 1720 года) — англо-французский писатель. 
Родился в Ирландии (по разным источникам, в Лауте или в Типперэри) в семье шотландского аристократа, эмигрировавшего во время английской революции во Францию, где и получил воспитание.
Вернулся на родину при реставрации. В 1688 году, после падения Стюартов, снова эмигрировал во Францию. В своих произведениях Гамильтон отражает пессимизм эмигрантской аристократии; с едкой, хотя и неглубокой иронией даёт он картину нравов придворной знати. Главное произведение Гамильтона — «Mémoires du comte de Grammont» — «Мемуары графа Грамона» (Филибер де Грамон (1621—1707) — зять Гамильтона, участник Фронды, изгнанный Людовиком XIV и известный своими похождениями при дворе), написанное в 1704 году, изданное в 1713 году — классический образец французской прозы XVII века, наряду с «Caractères»; Гамильтон дал, наряду со скандальной хроникой двора и аристократии, прекрасные портреты: Кромвеля, Людовика XIV и др.
Его «Contes de Féerie» (сказки), пародируя модные тогда среди аристократии волшебные сказки и «1001 ночь» Галлана, так же как и «Мемуары» являются отражением полемической устремлённости Гамильтона; они оказали значительное влияние на французскую новеллу XVIII века.